# العلاقات الليبية المالطية
العلاقات الليبية المالطية هي العلاقات الثنائية التي تجمع بين ليبيا ومالطا.

## مقارنة بين البلدين
هذه مقارنة عامة ومرجعية للدولتين:
| وجه المقارنة                                              | ليبيا                                       | مالطا                                                     |
| --------------------------------------------------------- | ------------------------------------------- | --------------------------------------------------------- |
| المساحة (كم2)                                             | 1.76 مليون                                  | 316                                                       |
| عدد السكان (نسمة)                                         | 6.37 مليون                                  | 465.29 ألف                                                |
| الكثافة السكانية (ن./كم²)                                 | 3.62                                        | 147.24 ألف                                                |
| العاصمة                                                   | طرابلس                                      | فاليتا                                                    |
| اللغة الرسمية                                             | اللغة العربية، اللغة العربية الفصحى الحديثة | اللغة المالطية، لغة إنجليزية                              |
| العملة                                                    | دينار ليبي                                  | يورو، ليرة مالطية                                         |
| الناتج المحلي الإجمالي (بليون دولار)                      | 50.98 مليار                                 | 12.54 مليار                                               |
| الناتج المحلي الإجمالي (تعادل القوة الشرائية) بليون دولار | 69.32 مليار                                 | 14.68 مليار                                               |
| الناتج المحلي الإجمالي الاسمي للفرد دولار أمريكي          |                                             | 22.60 ألف                                                 |
| الناتج المحلي الإجمالي للفرد دولار أمريكي                 | 15.60 ألف                                   |                                                           |
| مؤشر التنمية البشرية                                      | 0.724                                       | 0.839                                                     |
| رمز المكالمات الدولي                                      | +218                                        | +356                                                      |
| رمز الإنترنت                                              | .ly                                         | .mt                                                       |
| المنطقة الزمنية                                           | ت ع م+02:00، توقيت شرق أوروبا               | توقيت وسط أوروبا، ت ع م+01:00، ت ع م+02:00، أوروبا/مالطا ‏ |

## منظمات دولية مشتركة
يشترك البلدان في عضوية مجموعة من المنظمات الدولية، منها:
| علم المنظمة | اسم المنظمة                        | تاريخ انضمام ليبيا | تاريخ انضمام مالطا |
| ----------- | ---------------------------------- | ------------------ | ------------------ |
|             | البنك الدولي للإنشاء والتعمير      | 17 سبتمبر 1958     | 26 سبتمبر 1983     |
|             | منظمة حظر الأسلحة الكيميائية       | ?                  | ?                  |
|             | الأمم المتحدة                      | 14 ديسمبر 1955     | 1 ديسمبر 1964      |
|             | منظمة الشرطة الجنائية الدولية      | ?                  | ?                  |
|             | وكالة ضمان الاستثمار متعدد الأطراف | 5 أبريل 1993       | 12 سبتمبر 1990     |
|             | يونسكو                             | 27 يونيو 1953      | 10 فبراير 1965     |
|             | مؤسسة التمويل الدولية              | 18 سبتمبر 1958     | 1 يونيو 2005       |
|             | الاتحاد البريدي العالمي            | ?                  | ?                  |
|             | الاتحاد الدولي للاتصالات           | 3 فبراير 1953      | 1965               |

## وصلات خارجية
- موقع وزارة الخارجية الليبية
- موقع وزارة الخارجية المالطية